# Fernando Cormick
Fernando Cormick (La Plata, 6 aprile 1971) è un attore argentino naturalizzato italiano.

## Biografia
Attore diplomato presso L'Accademia nazionale d'arte drammatica "Silvio D'Amico" nel 1998. In Argentina ha frequentato anche "La Escuela de Teatro de Buenos Aires" diretta da Raul Serrano nel 1994 e "La Escuela de Teatro de Arte Popular" diretta da Rafael Garzaniti nel 1992.
In Italia ha iniziato la sua carriera, subito dopo gli studi, con una piccola partecipazione nel film Il dolce rumore della vita di Giuseppe Bertolucci. Ha lavorato sia a teatro che in cinema, televisione e spot televisivi diretto da Vittorio Gassman, Daniele Vicari, Carlo Vanzina, Antonello Grimaldi, Lorenzo Salveti. Ha partecipato alla miniserie su Canale 5 Squadra antimafia - Palermo oggi 3 nei panni di Juan diretto da Beniamino Catena e come Carlos in Anna e i cinque 2 diretto da Franco Amurri. È stato nel 2011 e 2012 l'uomo del braccio rosso nella pubblicità Telecom Impresa Semplice con la regia di Alessandro D'Alatri. Ha lavorato come attore anche nello spot Antea for life per le cure palliative, con la regia di Donatella Maiorca. Nel gennaio del 2013 ha vinto il premio Vincenzo Crocitti come “miglior attore in carriera”.

## Filmografia

### Cinema
- Il dolce rumore della vita, regia di Giuseppe Bertolucci (1999)
- L'orizzonte degli eventi, regia di Daniele Vicari (2005)
- Eccezzziunale veramente - Capitolo secondo... me, regia di Carlo Vanzina (2006)
- Tutti giù per aria, regia di Francesco Cordio (2009)
- Hablar, regia di Alfredo Santucci (2011)

### Televisione
- Il regalo di Natale, regia di Carlos Lozano Dana (1993)
- Un posto al sole - serie TV (1996)
- Nati ieri, regia di Paolo Genovese e Luca Miniero (2006)
- Distretto di Polizia 6 - serie TV, episodio 6x04 (2006)
- Anna e i cinque, regia di Franco Amurri (2011)
- Squadra antimafia - Palermo oggi 3 - serie TV, 5 episodi (2011)

## Pubblicità
- Antea for Life - regia di Donatella Maiorca (2011)
- Telecom Impresa Semplice - regia di Alessandro D'Alatri (2011 - 2012)

## Teatro
- Il Martirio di San Sebastiano, regia di Pier Luigi Pizzi (1995)
- La tempesta, regia di Massimo Manna (1996)
- Tutti al macello,  regia di Lorenzo Salveti (1998)
- L'addio del mattatore, regia di Vittorio Gassman (1999)
- El Ingles de los guesos, regia di L. Pozzi (2001-2002)
- I cavalieri, l'armi e gli amori, regia di Reuven Halevi (2002)
- Deca-dance,  regia di Lorenzo Profita e Francesco Cordio (2004)
- El día que me quieras, regia di Luigi Maria Musati (2004)
- Gli Ubriachi, regia di Tiziana Bergamaschi (2004)
- Il Colosso di Rodi, regia di Tiziana Bergamaschi (2005)
- The Exonerated, regia di Tiziana Bergamaschi (2005-2006)
- Forestieri, regia di Tiziana Bergamaschi (2006)
- Atra Bilis, regia di Tiziana Bergamaschi (2006)
- Odissea, regia di Alfredo Troiano (2009)
- Vite Violate, regia di Paolo Orlandelli (2009)
- La bisbetica domata, regia di Caterina Costantini (2010)